# ホンダ・プレリュード
プレリュード（PRELUDE）は、本田技研工業が1978年（昭和53年）から2001年（平成13年）まで生産、販売していた2ドアノッチバック（3ボックス）クーペ型の乗用車、または2025年販売予定のハッチバッククーペである。

## 初代 SN型（1978年 - 1982年）

### 概要
1978年11月24日、ベルノ店の発足と同時に同店の専売車種として登場、日本車初の電動サンルーフ。ホンダにおける2ドアクーペとしては、1974年12月に販売を終了した145クーペ以来、3年11か月ぶりの復活となった。日本国内よりも日本国外での販売が好調で、約4年における総生産台数約313,000台のうち、80%程度が日本国外向けだった。
当時のシビック/アコードは、モノコックボディにサブフレームを付けた構造だったが、プレリュードではサブフレーム一体型のモノコックボディが採用され、フロントピラーも2重構造になるなど、ボディ剛性に力を入れていた。サスペンションは前後共にストラットであるが、スプリング中心軸に対しダンパー中心軸がオフセットマウントされ、滑らかにストロークすることを意図して設計されていた。フロントサスペンションはバンプステア領域を意図的に設定し、ヨーゲインを高目にすることで操縦応答性を確保した。このためFFながらアンダーステアを抑え、コーナーリング限界付近ではリアから滑り始めるといったFRのような挙動を示した。
1980年4月25日、マイナーチェンジを実施。酸化触媒付CVCC-IIとなり、ドライバビリティを向上させた。また当初2速であったホンダマチックは、オーバードライブ付の3速となった。
初期型のシート表皮には通常のファブリックに加え、「XR」および「XE」には日本国外の自動車メーカーの高級車に採用されているコノリーレザーがオプションで選択可能であった。このモデルでは、日本国内で生産する車としては初となる電動サンルーフが標準装備（「E」、「T」を除く）されていた。初期モデルでは鉄板のサンルーフであったが、中期型以降では格納式サンシェードを持つガラスサンルーフ（日本国外向けはアクリル樹脂製）が採用された。その他、視認性を高めるとしスピードメーターとタコメーターが同心となった、「集中ターゲットメーター」が装備されていた。ただし、北米向けは現地の声を取り入れ、モデル中期に通常の2眼メーターへと変更された。
1981年10月、最終マイナーチェンジを実施。トレイ形状のダッシュボード、メーター類、クルーズコントロール、ナビゲーションコンピューターなどが変更された。オーディオ類はそれまでのロータリー式ラジオ+別体カセットデッキを廃し、当時日本国内で普及し始めていたDINタイプとし1段を装備した。最上級グレードとして新たに設定された「XXR」はフロントにベンチレーテッドディスクブレーキ（他グレードはソリッドディスク）、リアにソリッドディスクブレーキ（他グレードはドラム）、8inサーボ（他グレードは6in）が装備され、工場オプションで革シート+専用外装色の選択も可能であった。日本国内仕様では「HONDA」のプラークの装着を止め、代わりにフロントとリアにそれぞれ「H」のエンブレムを追加した。

### 搭載エンジン
エンジンは当時のアコードと共通のEK型を搭載し、改良を重ね、出力は90→95→97PSと進化した。
|                  | EK型 （1978年発売型搭載）               | EK型 （1980年4月改良型搭載） |
| ---------------- | --------------------------------------- | ---------------------------- |
| エンジン種類     | CVCC 水冷直列4気筒横置き                | CVCC-II 水冷直列4気筒横置き  |
| 弁機構           | SOHCベルト駆動 吸気1 排気1              | SOHCベルト駆動 吸気1 排気1   |
| 最高出力         | 90PS/5,300rpm（MT） 85PS/5,300rpm（AT） | 95PS/5,300rpm                |
| 最大トルク       | 13.5kgf·m/3,000rpm                      | 14.3kgf·m/3,500rpm           |
| 総排気量         | 1,750cc                                 | 1,750cc                      |
| 内径×行程        | 77.0mm × 94.0mm                         | 77.0mm × 94.0mm              |
| 圧縮比           | 8.0                                     | 8.8                          |
| 燃料供給装置形式 | キャブレター                            | キャブレター                 |
| 使用燃料種類     | 無鉛レギュラーガソリン                  | 無鉛レギュラーガソリン       |
| 燃料タンク容量   | 50L                                     | 50L                          |

## 2代目 AB/BA1型（1982年 - 1987年）

### 概要
1982年11月26日に登場。キャッチコピーは「FFスーパーボルテージ」。BGMはボレロ（モーリス・ラヴェル作曲）。
フロントサスペンションにダブルウィッシュボーンを採用し、リトラクタブル・ヘッドライトと相まって、先代よりエンジンフードが80～100mm低くされた。ほぼ車両中央部まで達する長いリバースAアームを備えたストラットをリアサスペンションに採用した。リトラクタブル・ヘッドライトは開発段階ではZ31型フェアレディZのような平行移動式を模索していたようであるが、生産型では回転式とされた。
当時としては斬新な、横幅が広く車高が低い日本車離れしたデザインが女性にも好評で、運転席側にも助手席リクライニングノブがついており「デートカー」というキーワードを生み出すなど、スペシャルティカーとして一世を風靡した。オプションとして、日本初の4wA.L.B.（4輪ABS）を「XX」「XZ」（5速MT車のみ）に設定した。
ワイパーはワンアーム式（1本式）を採用していたが、輸出仕様車には2本ワイパーの仕様も存在した。ステアリングは速度対応式のパワーステアリングを備えており、低速時のステアリングは非常に軽くセッティングされていた。ボディはフラッシュサーフェスを標榜しており、ラジオのアンテナもリアガラスにプリント配線されたものを採用。その他珍しい装備としては、走行中の風圧を利用したラムエア式のベンチレータを備えていた。
前期型から搭載されていたES型エンジンはCVキャブが2連で装着され、ルーフ型燃焼室やB·Cトーチの採用による高圧縮比化（9.4）などにより、125PS（MT車、AT車は120PS）を発生。エアクリーナーをエンジン後部に装着することにより、ボンネットフードが低く置かれた。組み合されたトランスミッションは、5速MTとロックアップ機構が採用された4速ATの2種類が用意された。ホンダ車初の180km/hの速度リミッターを搭載した。発売当初のモデルでは法改正前のフェンダーミラーと当時流行のクルーズコンピュータが搭載されたが、後期型ではドアミラーに変更され、クルーズコンピュータは省略された。
1985年6月20日、3代目アコードと同じB20A型を搭載した「2.0Si」（BA1型）が追加された。

### 搭載エンジン
|                  | ES型                                      | B20A                               |
| ---------------- | ----------------------------------------- | ---------------------------------- |
| エンジン種類     | CVCC-II 水冷直列4気筒横置き               | 水冷直列4気筒横置き                |
| 弁機構           | SOHCベルト駆動 吸気2 排気1                | DOHCベルト駆動 吸気2 排気2         |
| 最高出力         | 125PS/5,800rpm（MT） 120PS/5,800rpm（AT） | 160PS/6,300rpm                     |
| 最大トルク       | 15.6kgf·m/4,000rpm                        | 19.0kgf·m/5,000rpm                 |
| 総排気量         | 1,829cc                                   | 1,958cc                            |
| 内径×行程        | 80.0mm×91.0mm                             | 81.0mm×95.0mm                      |
| 圧縮比           | 9.4                                       | 9.4                                |
| 燃料供給装置形式 | キャブレター（CVデュアルキャブ）          | 電子制御燃料噴射式（ホンダPGM-FI） |
| 使用燃料種類     | 無鉛レギュラーガソリン                    | 無鉛レギュラーガソリン             |
| 燃料タンク容量   | 60L                                       | 60L                                |

## 3代目 BA4/5/7型（1987年 - 1991年）
固定ヘッドランプ仕様についてはホンダ・プレリュードインクスの項目を参照

### 概要
1987年4月9日に登場。デザインは先代のキープコンセプトで、先代に引き続きデートカーとして一世を風靡した。サスペンションは、先代に対しリアの形式が変更され、4輪ダブルウイッシュボーンが採用された。
量産乗用車では世界初となる、機械式4WSが搭載されている。前輪が操舵されると、前輪のステアリングギアボックスからセンターシャフトを介して入力軸である偏心シャフト、インターナルギアが固定されたプラネタリーギア、出力軸となるストロークロッドなどがあるリアステアリングギアボックスに回転が伝えられる。偏心シャフトが回転するとプラネタリーギアに偏心して固定されたピンが自転と公転を組み合わせた動きをし、この横方向の動きをストロークロッドに伝え後輪を操舵する。これにより後輪切れ角は、前輪舵角が小さいときには同位相に動作し、一定以上舵角が大きくなると逆位相方向に変化する特性になっている。なお、構造がシンプルな反面、速度や横Gなどを考慮した制御はできない。この4WS機構は、フォーミュラ1カーの開発担当として知られた佐野彰一が、部下の古川修らとともに開発したものである。なお、当時のテレビCMのBGMには映画「地下室のメロディー」のメインテーマが起用され、4WSの動作をアピールするものとなっていた。型式は4WS付きがBA5型、2WSがBA4型である。
1989年11月21日、マイナーチェンジを実施。光軸を上げた固定式ヘッドライトの派生車種「プレリュードインクス」（inx）を追加し、これまでより年齢層の高いユーザーへ訴求を試みたが、3代目発売当初の販売台数には及ばなかった。その他、「Si TCV」にはビスカスLSDが、「inx Si SRS」には運転席SRSエアバッグが、歴代プレリュードとして初めて標準装備された。
1990年10月には、3,000台限定でSi 4WSをベースに3ナンバー化した特別仕様車のSi States (BA7) を販売した。これは北米向けのB21A型エンジンを搭載し、グリーンガラス、ボディ同色サイドプロテクションモールなどが特別装備されている。サイドモールは対米輸出仕様と共通となり、全幅は1,715mmに拡大された。ボディーカラーはジュネーブグリーン・パール、 チャコールグラニット・メタリックの2色で、内装はモケットが標準であったが、オプションでレザー（グレー、タンの2色が設定されていた）が選べた。
1991年8月、生産終了。在庫対応分のみの販売となる。
1991年9月、4代目とバトンタッチして販売終了。

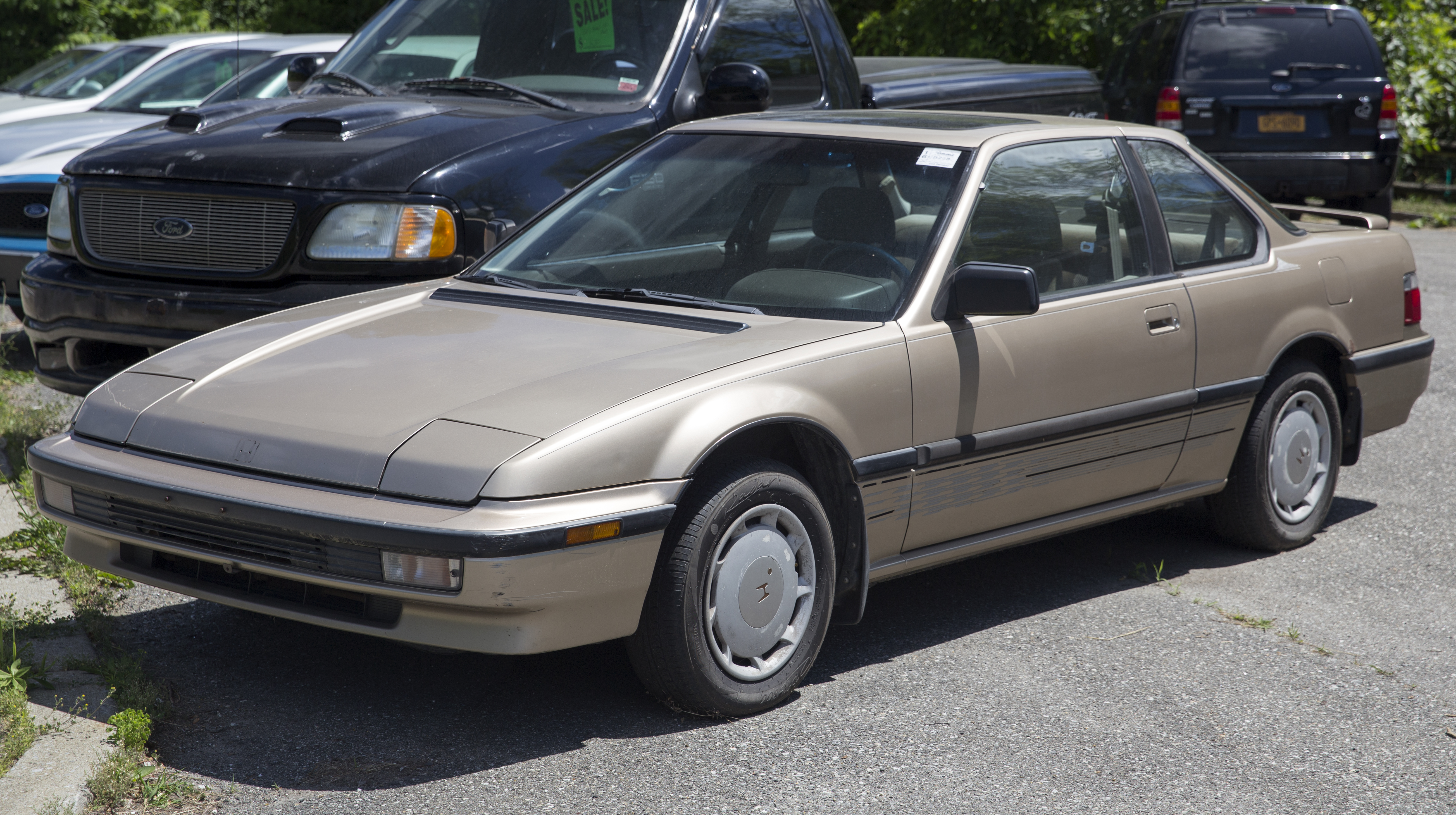
Si フロント
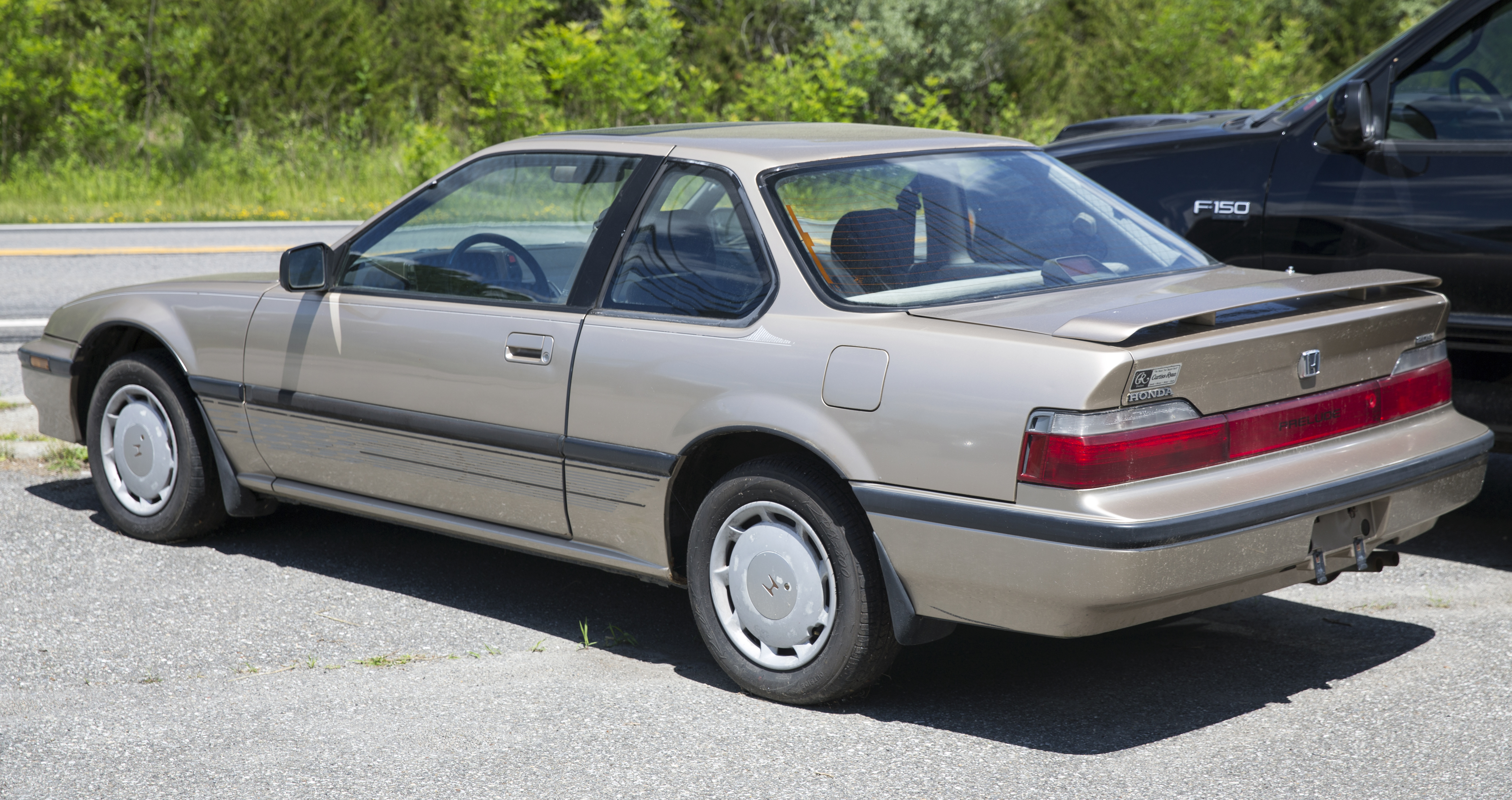
Si リア
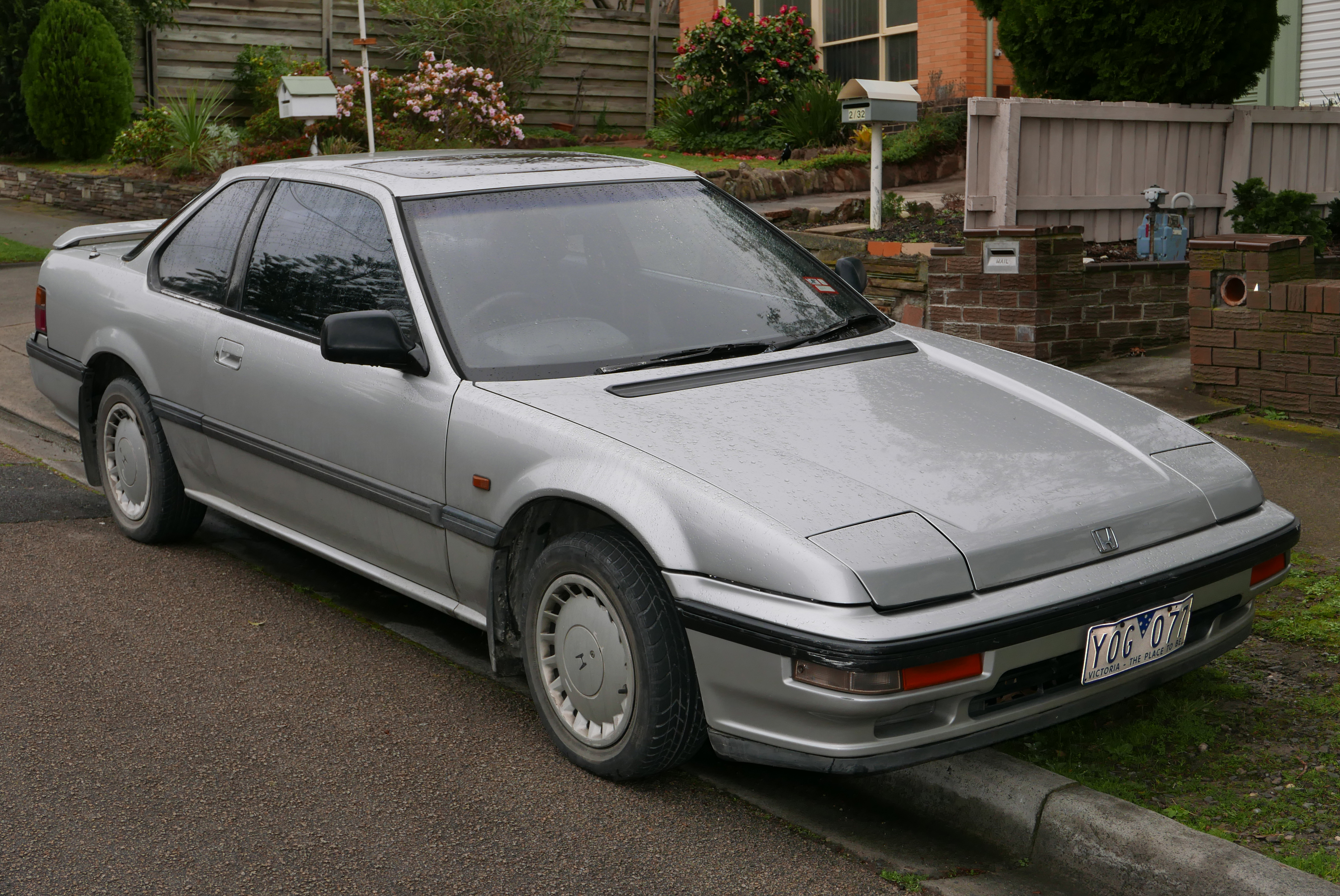
Si 4WS フロント
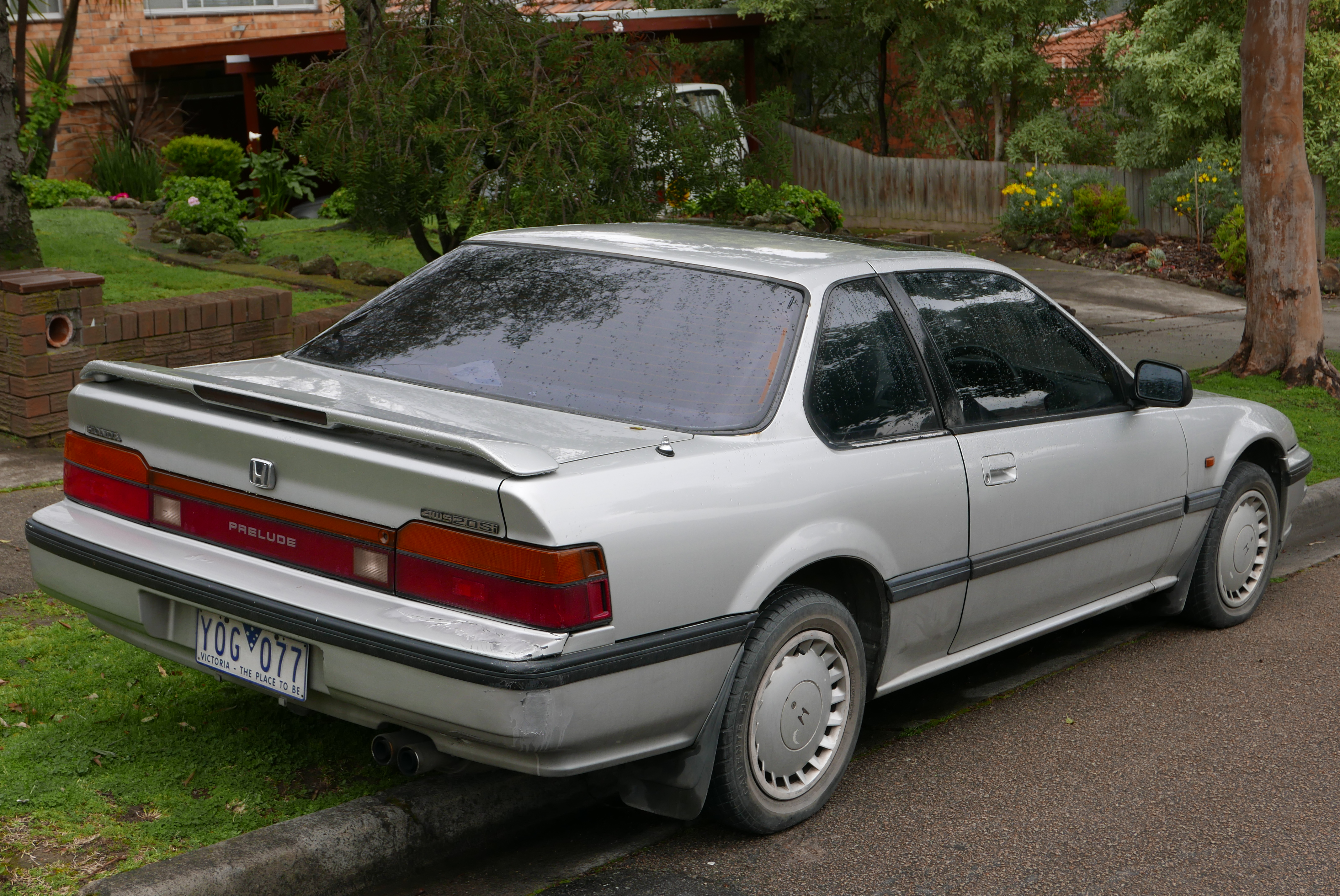
Si 4WS リア
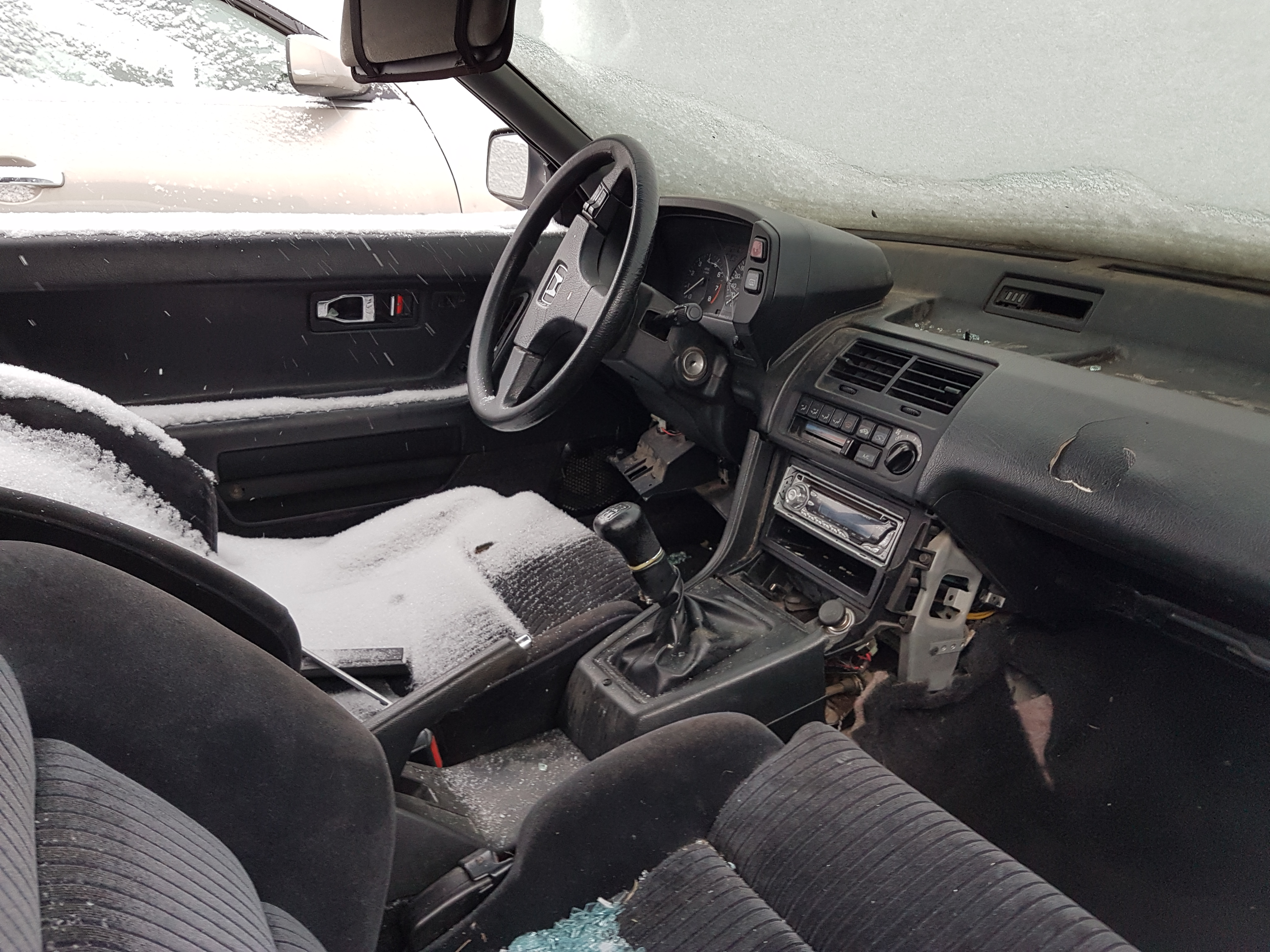
左ハンドル仕様のインテリア

### 搭載エンジン
登場当初、エンジンは先代からキャリーオーバーされたB20A型のみで、16バルブのDOHCモデル（PGM-FI仕様）と12バルブのSOHCモデル（CVデュアルキャブ仕様）の2種類。なお、出力計測条件がグロスからネットに変更されたため、出力の表記は先代より低くなっている。
|                  | B20A（SOHC）                     | B20A（DOHC）                       | B21A                               |
| ---------------- | -------------------------------- | ---------------------------------- | ---------------------------------- |
| エンジン種類     | 水冷直列4気筒横置き              | 水冷直列4気筒横置き                | 水冷直列4気筒横置き                |
| 弁機構           | SOHCベルト駆動 吸気2 排気1       | DOHCベルト駆動 吸気2 排気2         | DOHCベルト駆動 吸気2 排気2         |
| 最高出力         | 110PS/5,800rpm                   | 145PS/6,000rpm                     | 145PS/5,800rpm                     |
| 最大トルク       | 15.5kgf·m/4,000rpm               | 17.8kgf·m/4,500rpm                 | 19.0kgf·m/5,000rpm                 |
| 総排気量         | 1,958cc                          | 1,958cc                            | 2,056cc                            |
| 内径×行程        | 81.0mm×95.0mm                    | 81.0mm×95.0mm                      | 83.0mm×95.0mm                      |
| 圧縮比           | 9.1                              | 9.4                                | 9.4                                |
| 燃料供給装置形式 | キャブレター（CVデュアルキャブ） | 電子制御燃料噴射式（ホンダPGM-FI） | 電子制御燃料噴射式（ホンダPGM-FI） |
| 使用燃料種類     | 無鉛レギュラーガソリン           | 無鉛レギュラーガソリン             | 無鉛レギュラーガソリン             |
| 燃料タンク容量   | 60L                              | 60L                                | 60L                                |

## 4代目 BA8/9/BB1/2/3/4型（1991年 - 1996年）

### 概要
1991年9月20日、登場。キャッチコピーは「フューチャリスティック・スペシャルティ」。このモデルのみリアのエンブレムが、アルファベットの小文字混じりの筆記体で「Prelude」（当代を除くモデルは、全て大文字の「PRELUDE」）と表記される。
従来とは大幅にコンセプトを変え、スペシャルティクーペからスポーツクーペへと変化した。全幅は1,765mmに拡大、全長は4,440mmに短縮された。このため、キャビンもこれまでより小型化されたことにより、初代から受け継がれてきたガラス製サンルーフはアウタースライド式のメタル製に変更され、従来のガラス製サンルーフは限定車のみの装備となった。先代で採用された4WSは、このモデルより機械式から電動モータ駆動の電子制御式に変更された。インテリアは、バイザーレスの近未来的なインパネを採用した。
エンジンはF22B型とH22A型の2種類。日本国外のモデルには、アコード等に搭載されたF20A型とアスコットイノーバに搭載されたH23A型が存在した。
1993年9月、マイナーチェンジを実施。ヘッドライトベゼルをブラックからシルバーに変更するなど、フロント回りのデザインがスポーティからエレガント志向に修正された。また、不評だった後部座席中央の収納ボックスを廃止し座席をフラット化、座席の分断を解消した。結果、乗車定員も4名から5名となった。またサンルーフがオプション扱いとなり、運転席・助手席エアバッグ、ABSなど安全装備をオプションとして選択可能となった。1994年9月のマイナーチェンジで新たに追加された「Si VTEC スポーツステージ」には、ボディ色に白色が追加された。2代目・3代目と好調な売れ行きを記録した同車ではあったが、バブル崩壊によるクーペ自体の需要衰退、さらには3ナンバー化（ボディの大型化）が要因となり、売上は低迷した。この傾向は後の5代目も同様であった。
型式は「Si」がBA8型、「Si 4WS」がBA9型、「Si VTEC 4WS」がBB1型、「Si VTEC」がBB4型。「Si」と「Si VTEC」の外観上の差異は、リヤウインドウ下部のDOHC VTEC表示の有無以外に、ルーフモールが「Si」は黒で、「Si VTEC」はボディ色だった。
1996年10月、生産終了。在庫対応分のみの販売となる。
1996年11月、5代目にバトンタッチして販売終了。

### 搭載エンジン
|                  | F22B                               | H22A                               |
| ---------------- | ---------------------------------- | ---------------------------------- |
| エンジン種類     | 水冷直列4気筒横置き                | 水冷直列4気筒横置き                |
| 弁機構           | DOHCベルト駆動 吸気2 排気2         | DOHCベルト駆動 吸気2 排気2 VTEC    |
| 最高出力         | 160PS/6,000rpm                     | 200PS/6,800rpm                     |
| 最大トルク       | 20.5kgf·m/5,000rpm                 | 22.5kgf·m/5,500rpm                 |
| 総排気量         | 2,156cc                            | 2,156cc                            |
| 内径×行程        | 85.0mm×95.0mm                      | 87.0mm×90.7mm                      |
| 圧縮比           | 9.5                                | 10.6                               |
| 燃料供給装置形式 | 電子制御燃料噴射式（ホンダPGM-FI） | 電子制御燃料噴射式（ホンダPGM-FI） |
| 使用燃料種類     | 無鉛レギュラーガソリン             | 無鉛プレミアムガソリン             |
| 燃料タンク容量   | 60L                                | 60L                                |

## 5代目 BB5/6/7/8型（1996年 - 2001年）

### 概要
1996年11月7日、登場。コンセプトは3代目以前の路線に回帰され、スペシャルティクーペとして居住性の向上が計られた。外見の特徴としては縦型に伸びるヘッドライトが特徴。インパネは先代のバイザーレスの近未来的デザインから、従来のタイプに戻された。サンルーフもオプションながら、3代目以来のガラスサンルーフが復活した。
イメージカラーはシルバーメタリックで、カブロンという名称の合成皮革をシートに使用した赤と黒ツートーンの内装を、「Si」および「SiR」にオプション設定した（後に「Si」は廃止）。車体色により、黒一色のカブロンを採用した内装も選択できた。後期型からは本皮シートもType Sのみに設定され、他のグレードのシート柄が変更された。「Type S」や後期型で新設された「SiR S spec」ではPRELUDEの刺繍がとれたシートとなり、サイドはカブロンではあるが（前期）エクセーヌからスウェードタッチファブリックと名称が変更され、シート地も若干変更された。
プラットフォームはインスパイア（直列5気筒用）やアコードのものを流用することが検討されたが、先代と同じくプレリュード専用のプラットフォームが用いられた。
エンジンは先代を継承したが、スポーツグレードの「Type S」と「SiR S spec」とではピストンの形状や高圧縮化により220PSに出力向上、ヘッドカバーの色も黒から赤となる。加えて「Type S」には新開発のATTS（左右駆動力分配システム、これはのちにSH-AWDに発展した）を搭載し、後期型では制御方法が変更された。「SiR S spec」にはビスカスLSDが標準搭載とされた。4WSの作動角も先代の6度から8度に変更された。その他のAT仕様には新開発のシーケンシャルモード付き4速AT（Sマチック）が初搭載された。
2000年9月、生産終了。以降は在庫分のみの販売となる。
2001年6月、インテグラに統合という形で販売を終了し､23年の歴史に幕を下ろした。日本国内販売台数は13,924台。
- BB5型:3,700台
- BB6型:5,498台
- BB7型:1,261台
- BB8型:3,465台

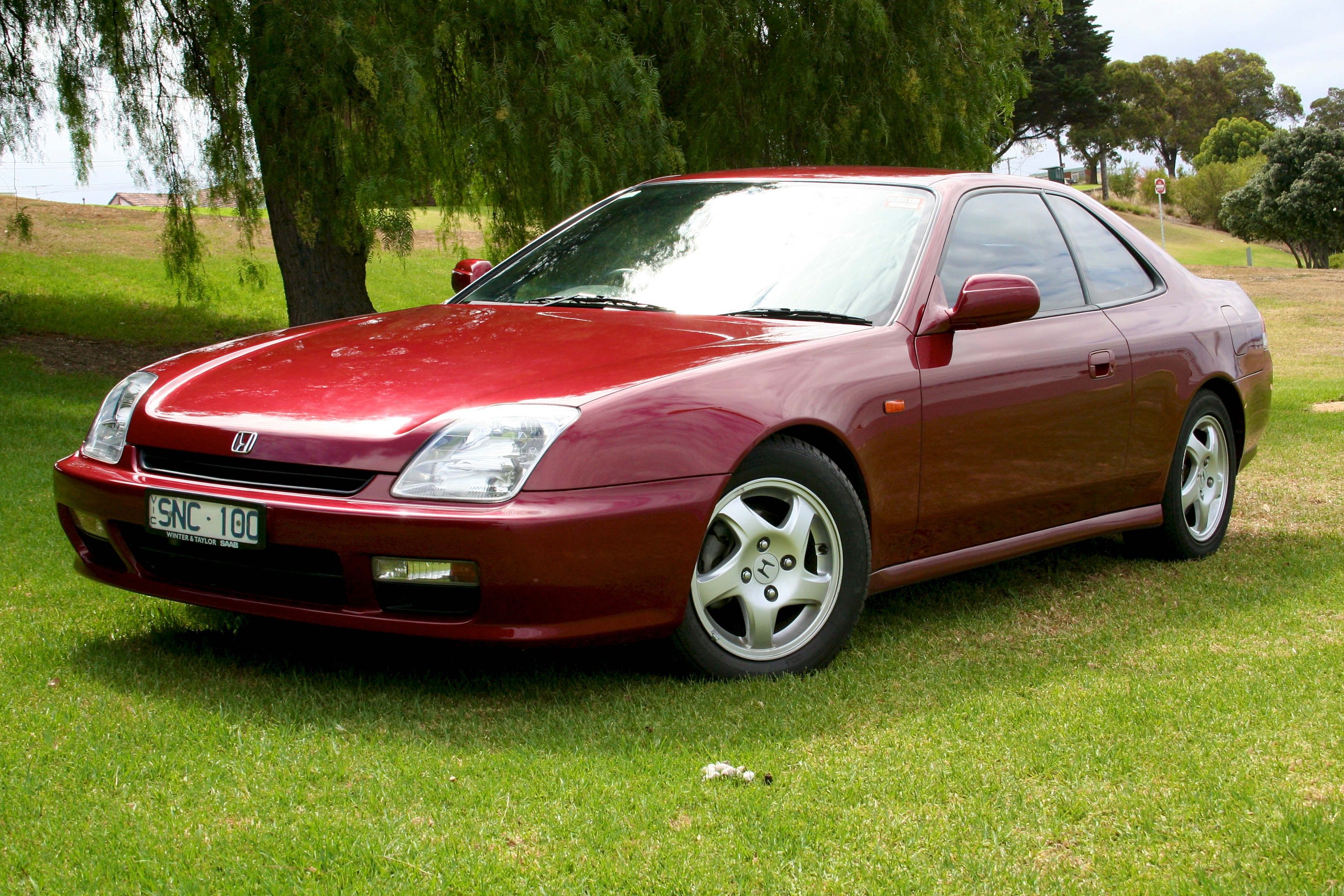
Si フロント
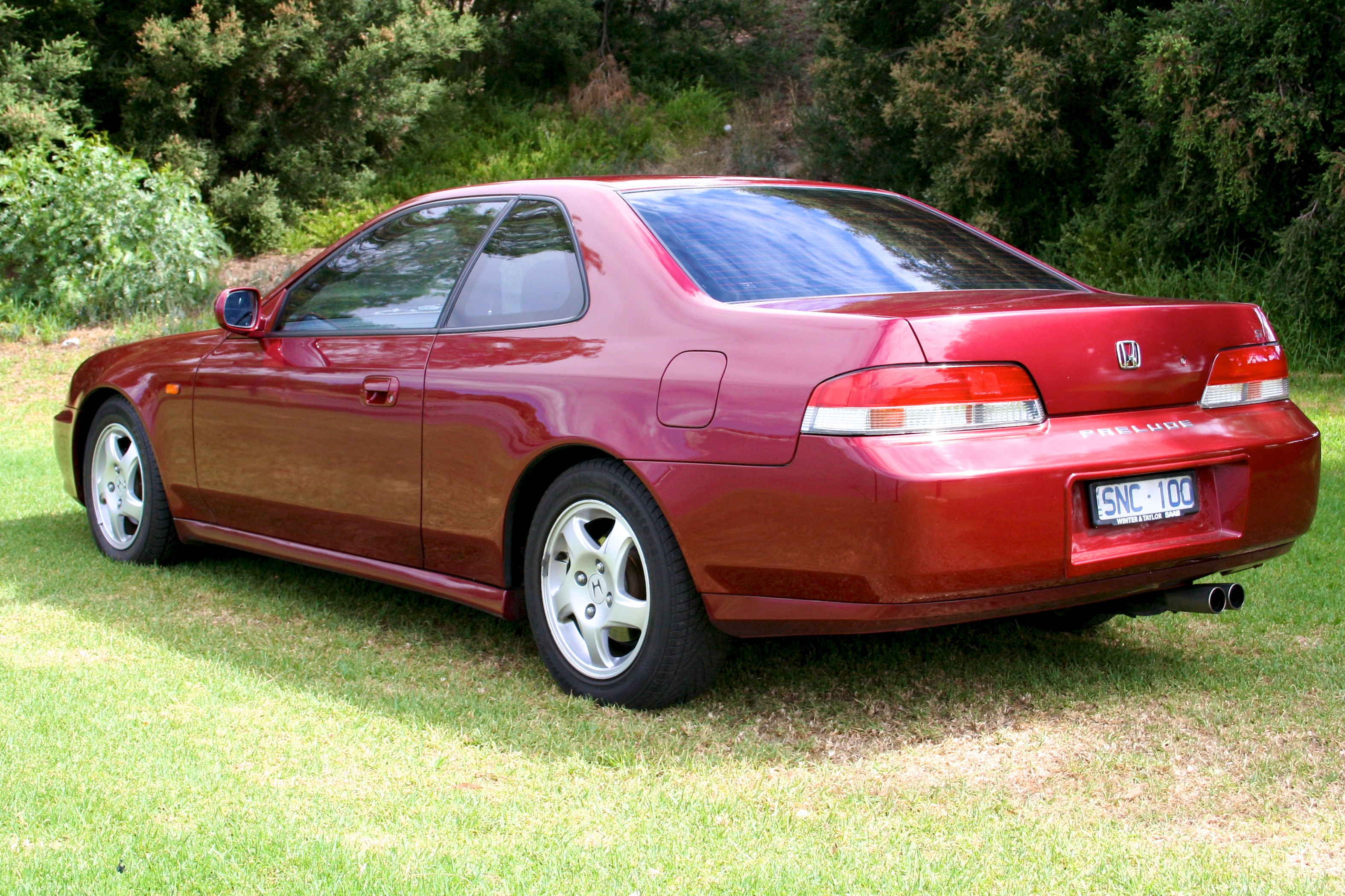
Si リア
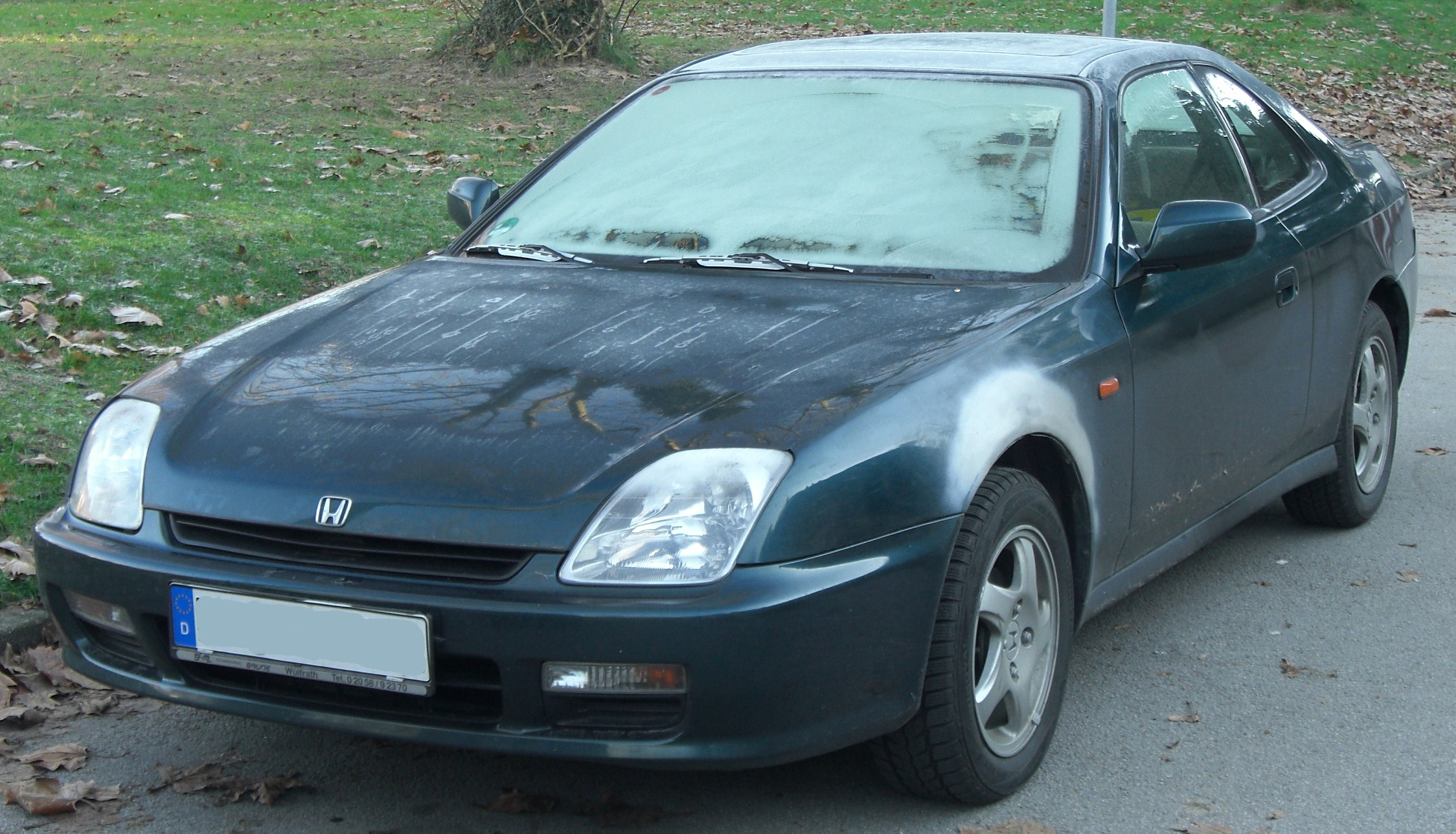
2.0i フロント
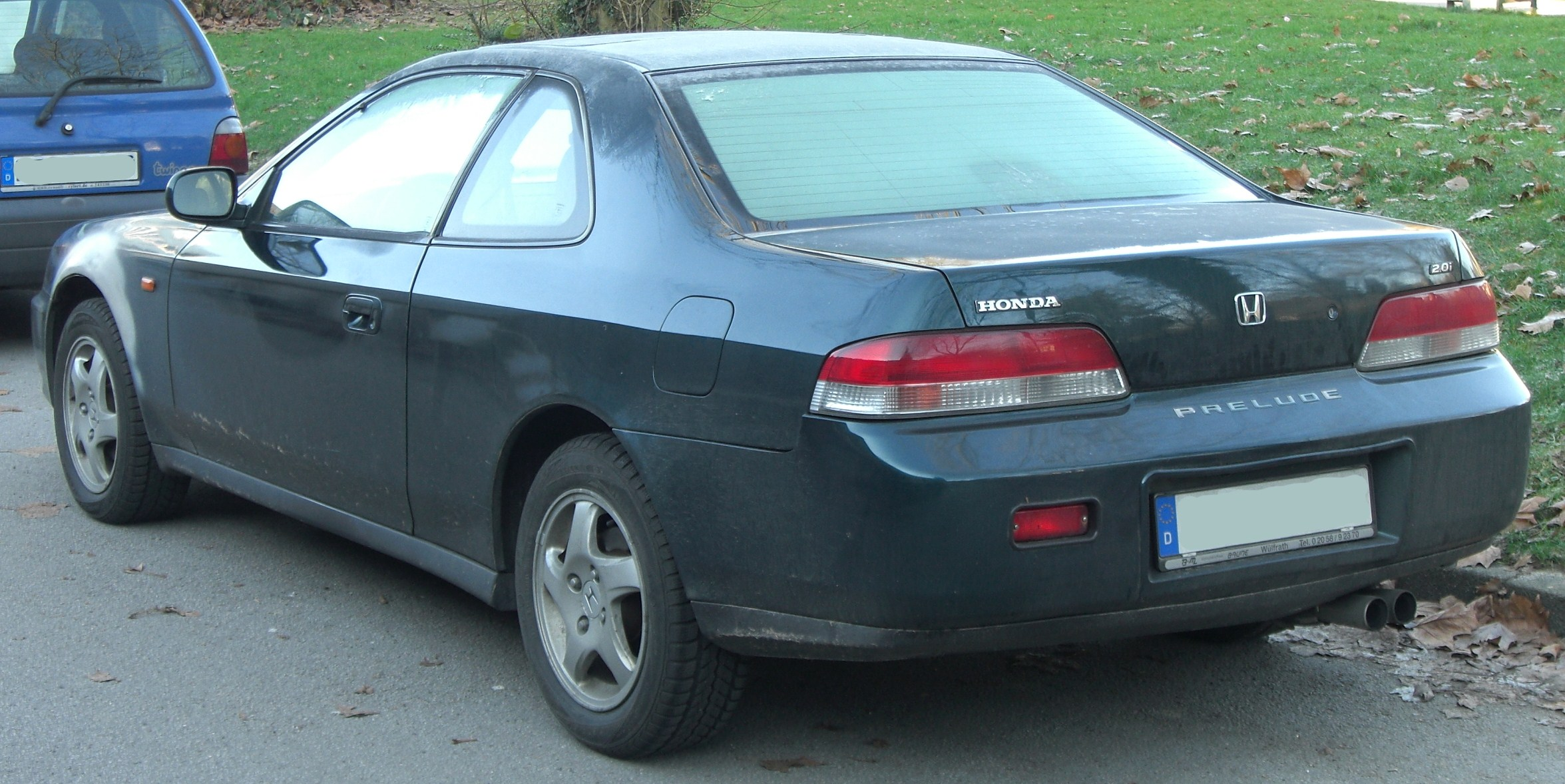
2.0i リア
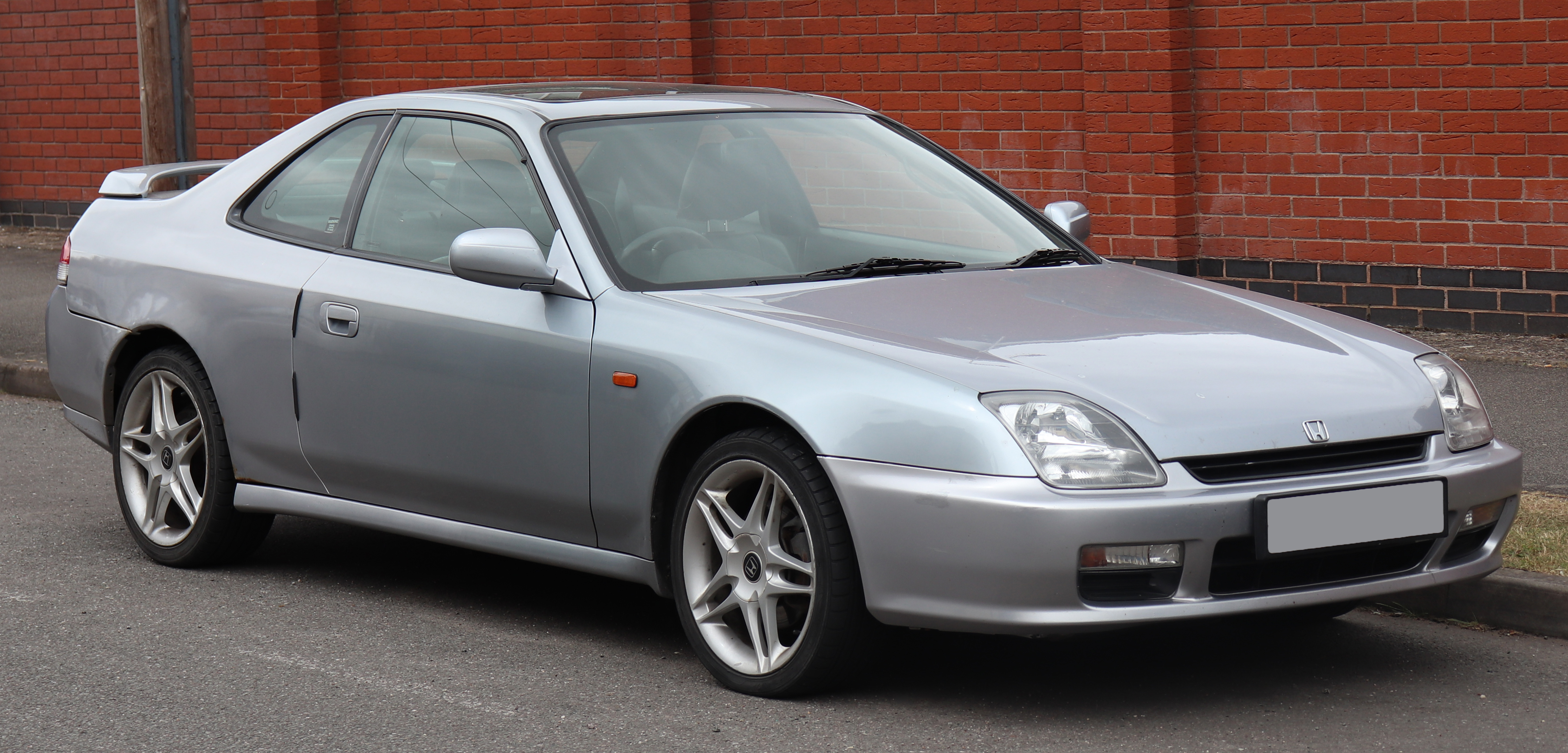
VTi フロント
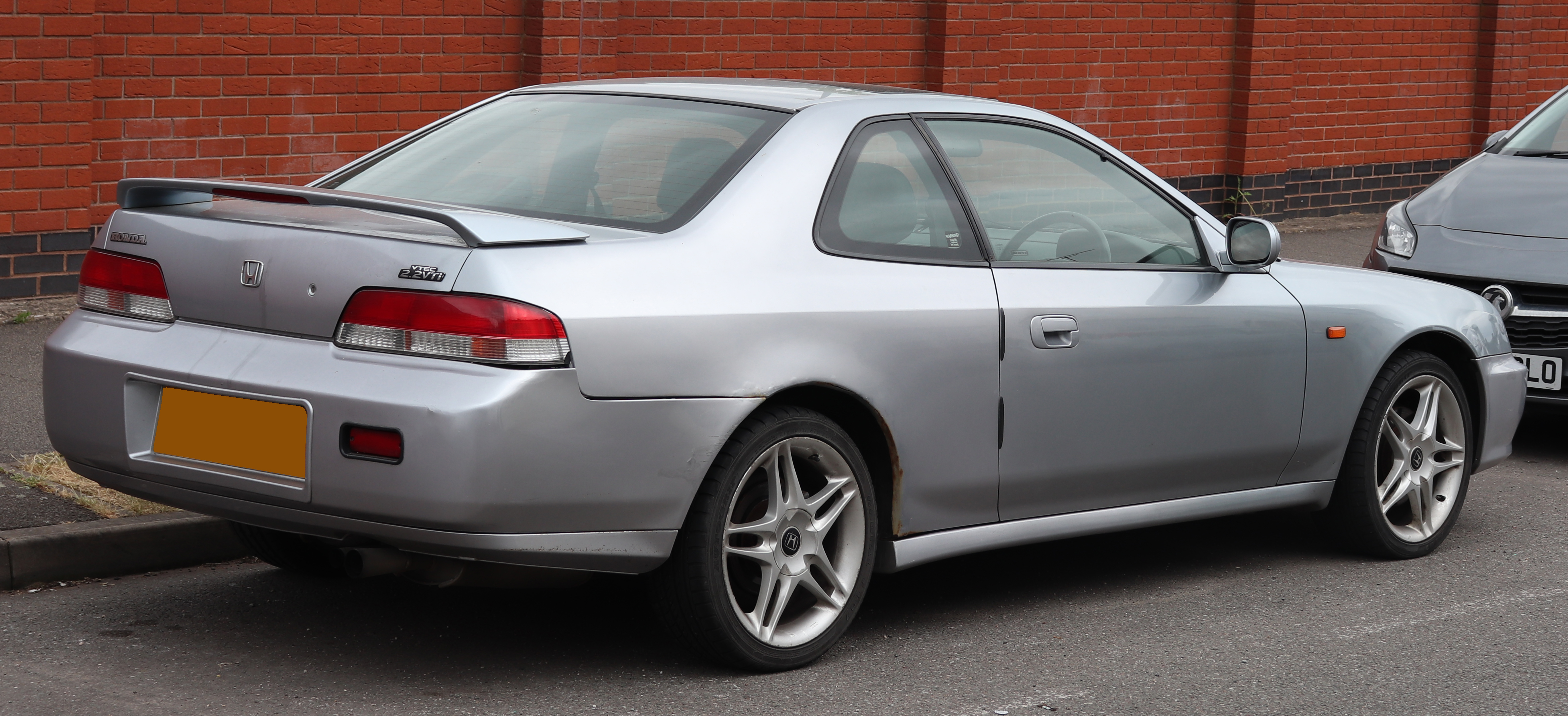
VTi リア
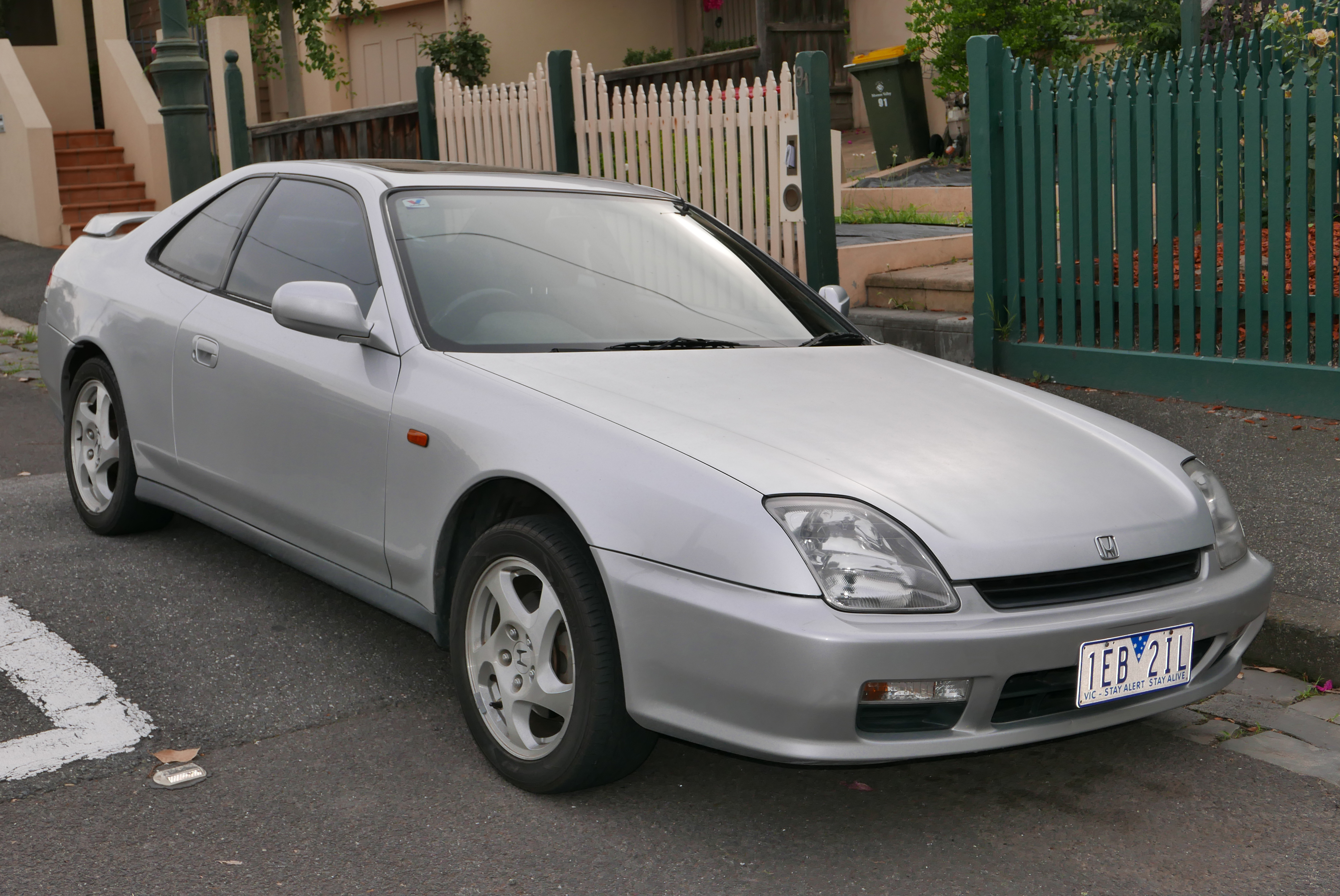
VTi-R フロント
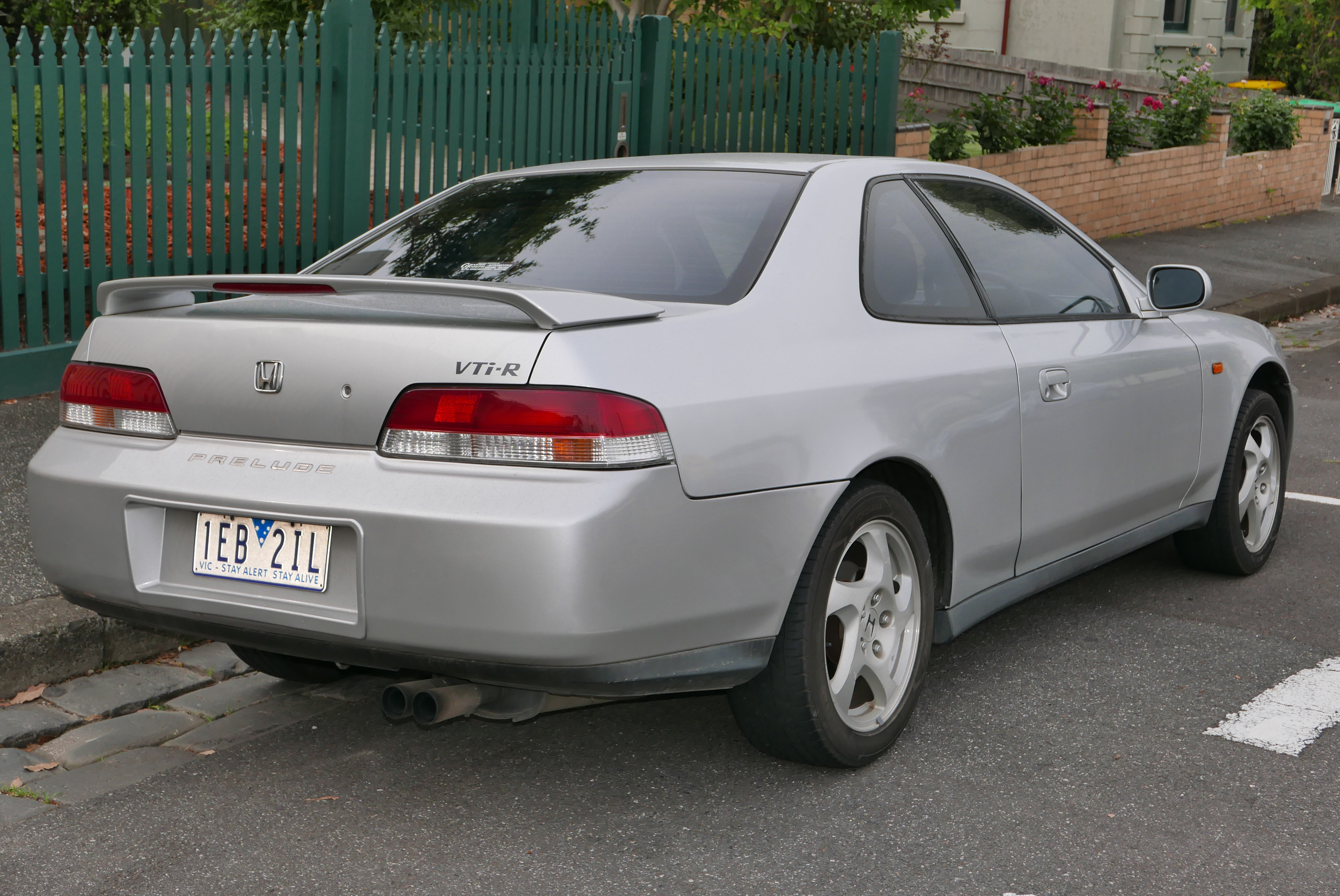
VTi-R リア

### 搭載エンジン
|                  | F22B（SOHC）                       | F22B（DOHC）                       | H22A                                                    |
| ---------------- | ---------------------------------- | ---------------------------------- | ------------------------------------------------------- |
| エンジン種類     | 水冷直列4気筒横置き                | 水冷直列4気筒横置き                | 水冷直列4気筒横置き                                     |
| 弁機構           | SOHCベルト駆動 吸気2 排気2         | DOHCベルト駆動 吸気2 排気2         | DOHCベルト駆動 吸気2 排気2 VTEC                         |
| 最高出力         | 135PS/5,200rpm                     | 160PS/6,000rpm                     | 200PS/6,800rpm（標準） 220PS/7,200rpm（Type S）         |
| 最大トルク       | 19.6kgf·m/5,000rpm                 | 20.5kgf·m/5,200rpm                 | 22.3kgf·m/5,500rpm（標準） 22.5kgf·m/6,500rpm（Type S） |
| 総排気量         | 2,156cc                            | 2,156cc                            | 2,156cc                                                 |
| 内径×行程        | 85.0mm×95.0mm                      | 85.0mm×95.0mm                      | 87.0mm×90.7mm                                           |
| 圧縮比           | 8.8                                | 9.2                                | 10.6（標準）、11.0（Type S）                            |
| 燃料供給装置形式 | 電子制御燃料噴射式（ホンダPGM-FI） | 電子制御燃料噴射式（ホンダPGM-FI） | 電子制御燃料噴射式（ホンダPGM-FI）                      |
| 使用燃料種類     | 無鉛レギュラーガソリン             | 無鉛レギュラーガソリン             | 無鉛プレミアムガソリン                                  |
| 燃料タンク容量   | 60L                                | 60L                                | 60L                                                     |

## 6代目 BF1型（予定2025年 - ）

### 概要
東京オートサロン2025の「Honda SPORTS プレスカンファレンス」にて、2025年秋に発売予定であることが発表された。
2025年7月31日に発売予定時期が同年9月になることが発表され、ティザーサイトが公開された。

### コンセプトモデル
ジャパンモビリティショー2023にてPRELUDE Conceptを発表、その後ロサンゼルスオートショーにて北米で、グッドウッド・フェスティバル・オブ・スピードにて欧州でも公開された。2022年4月の四輪電動ビジネス説明会（動画、プレスリリース）において示されたスペシャリティスポーツモデルである。
市販化に向け開発中であるとしており、ハイブリッド車となることが明らかにされている。

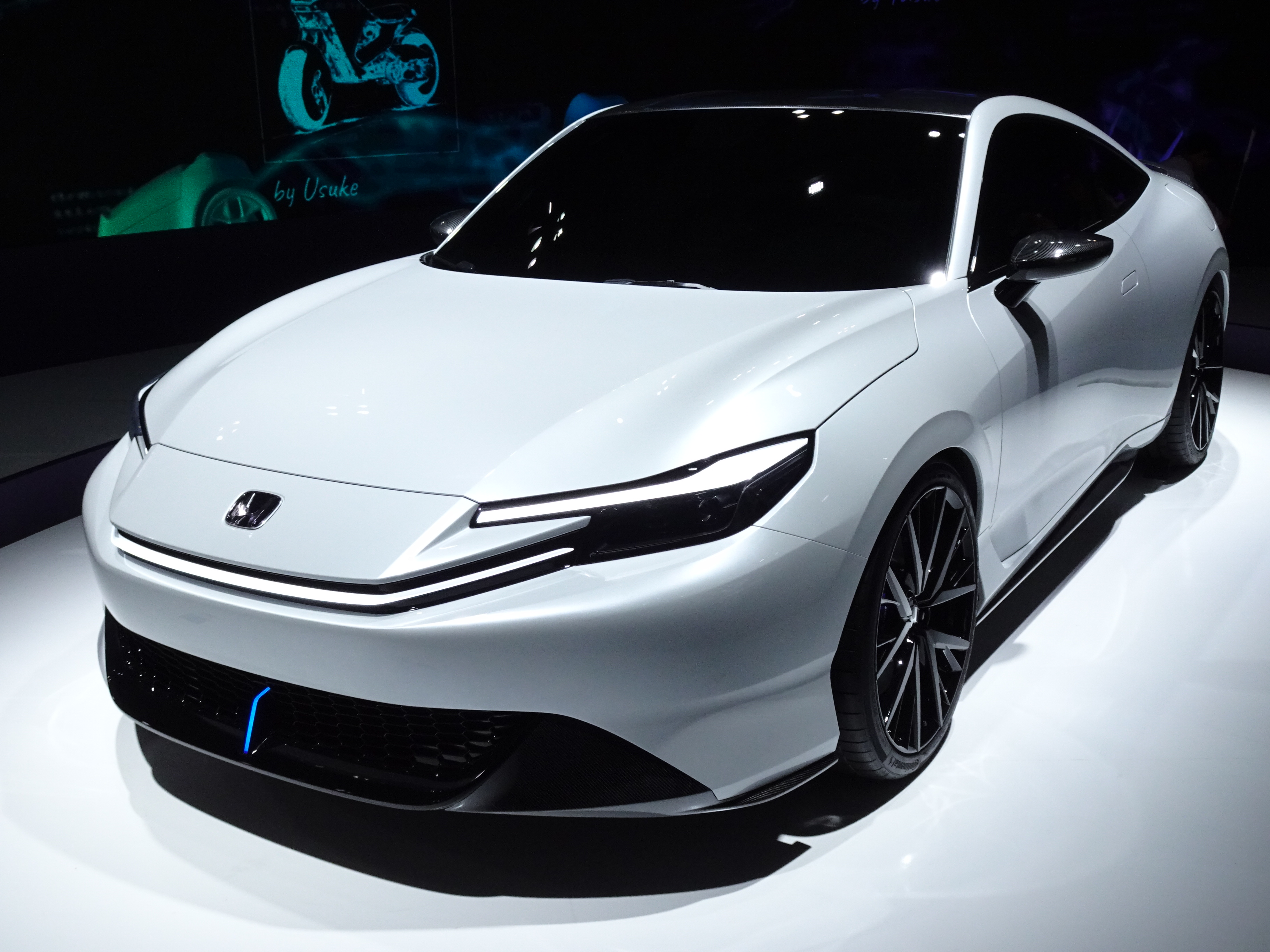
PRELUDE Concept（フロント）
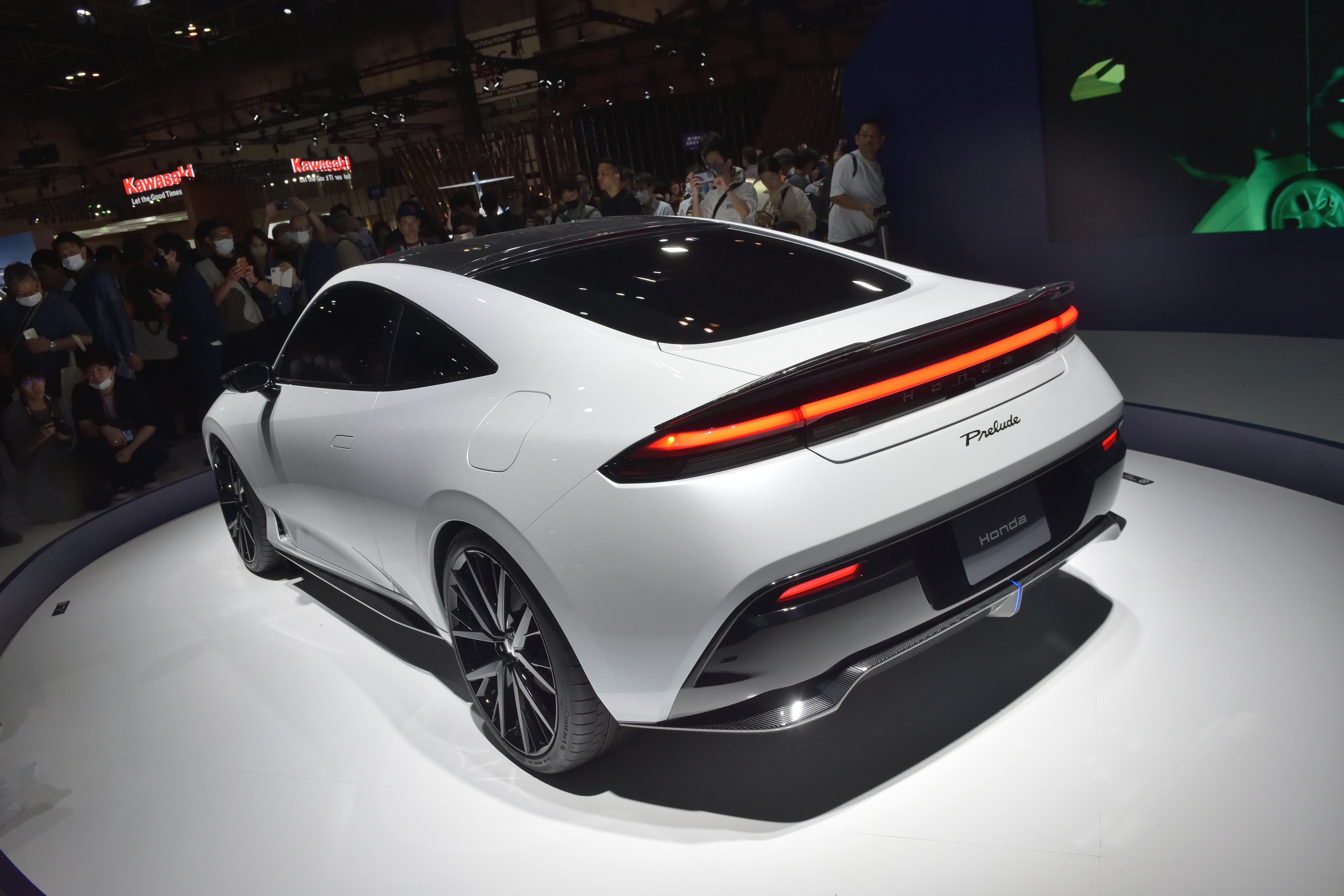
PRELUDE Concept（リア）

2024年12月18日に、同月16日開催されたメディア向け「Honda e:HEV 事業・技術取材会」に関する情報が公開された。同取材会において、プレリュードが2025年発売予定であり、本車を皮切りにe:HEV搭載車に採用される技術として「S+Shift」が公開された。また、本車の試乗の模様がWebメディア、YouTube等に公開されはじめた。
2025年1月10日〜12日に開催された東京オートサロン2025において、PRELUDE Conceptをベースにエアロパーツを装着した「PRELUDE プロトタイプ」が公開された。

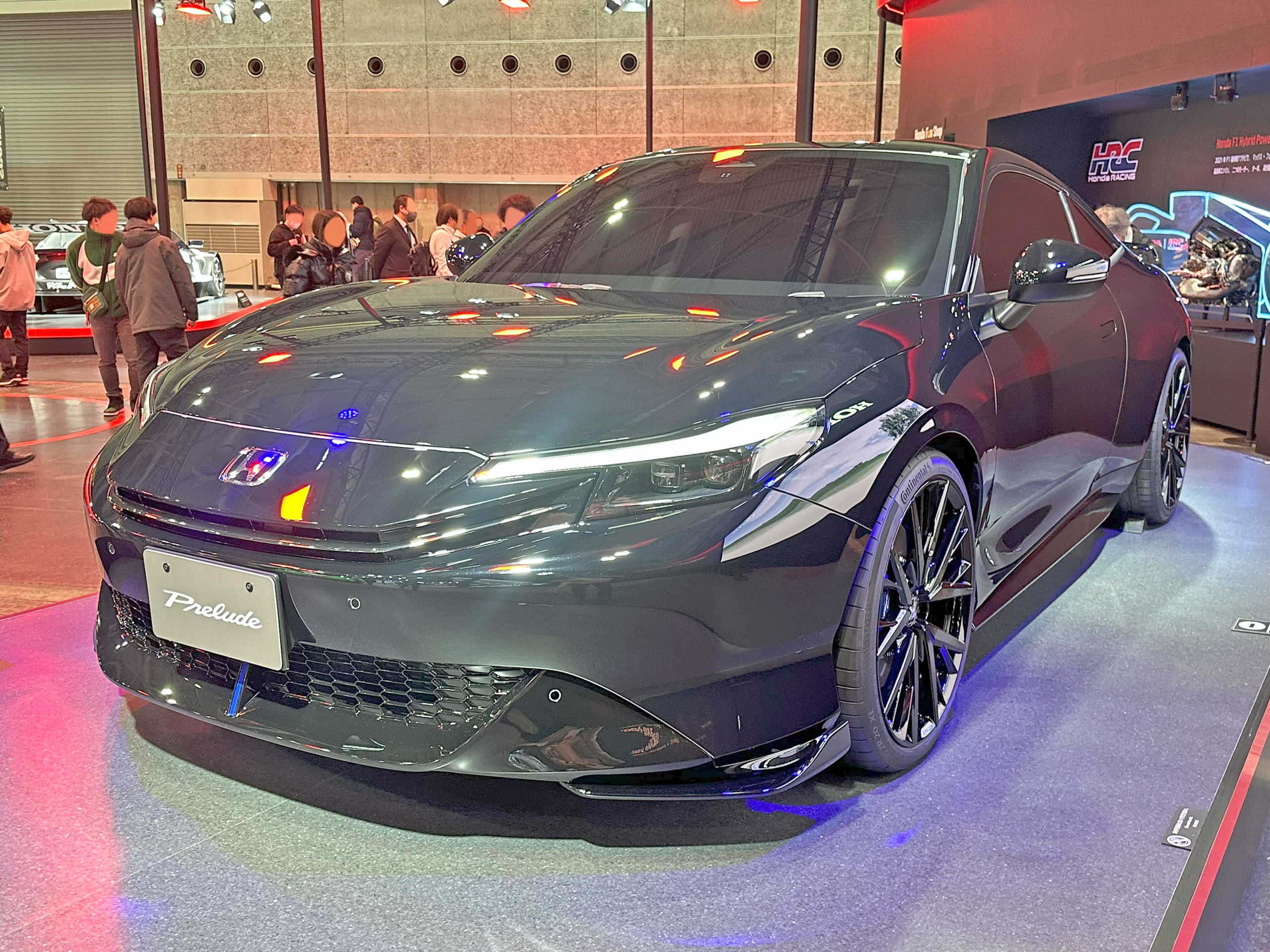
PRELUDE プロトタイプ（フロント）
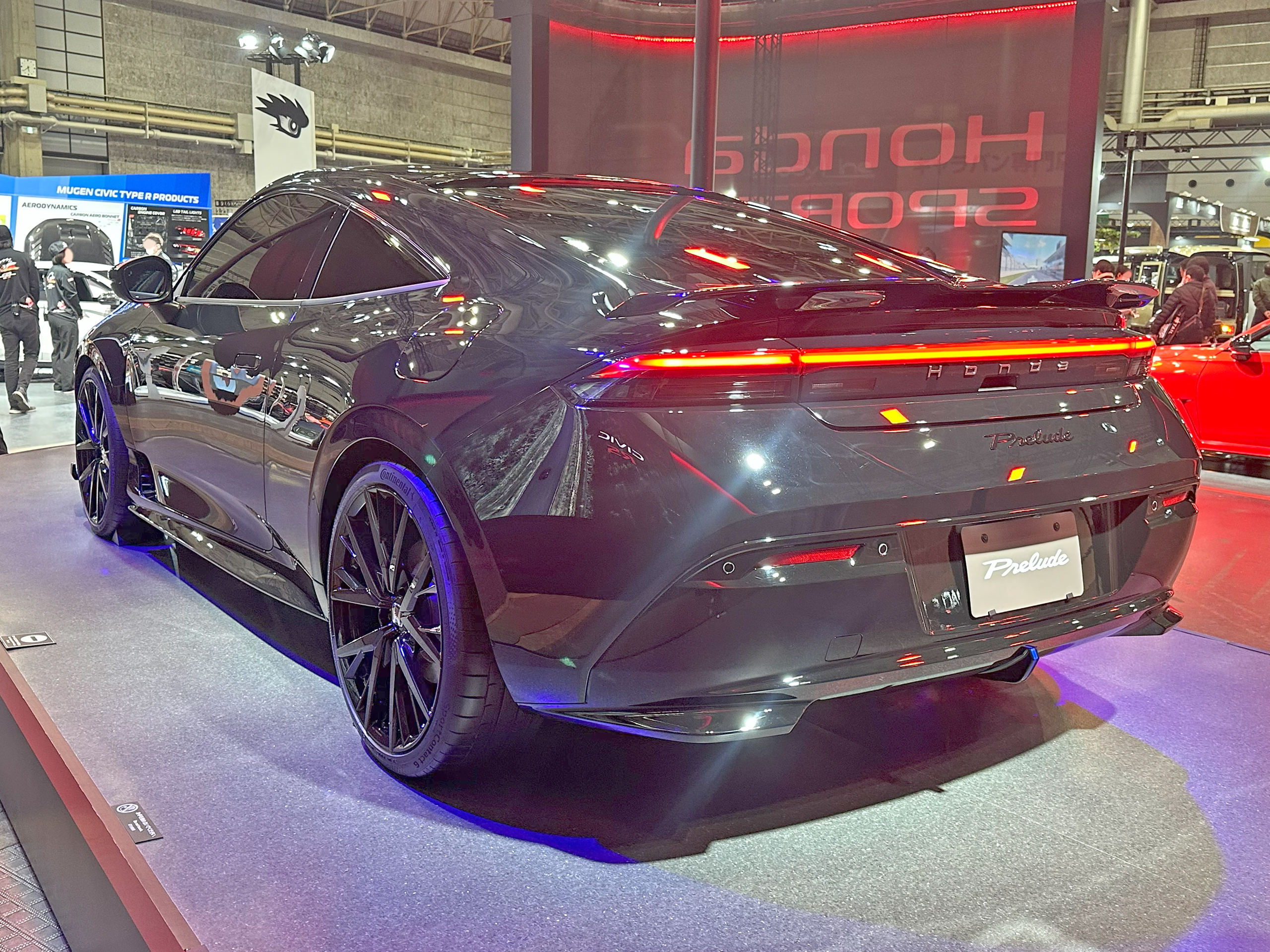
PRELUDE プロトタイプ（リア）

## 車名の由来
- 音楽用語の「前奏曲」（Prelude）にちなむ[注釈 2]。